# Simon Templeman
Simon Templeman, né dans le Sussex, est un acteur britannique.

## Biographie
Simon Templeman a commencé sa carrière d'acteur au théâtre. Membre de la Royal Shakespeare Company au début des années 1980, il se produit à Broadway en 1983 et 1986. C'est lors de cette deuxième tournée qu'il rencontre sa future épouse, l'actrice Rosalind Chao, et il s'installe par la suite à Los Angeles.
Il apparaît dès lors dans de nombreuses séries télévisées, notamment Star Trek : La Nouvelle Génération, Angel, 24 heures chrono et Urgences. Il joue des rôles récurrents dans Bienvenue en Alaska, Loïs et Clark : Les Nouvelles Aventures de Superman, Charmed et Voilà ! et interprète l'un des rôles principaux dans The Neighbors (2012-2014).
Il prête également sa voix dans les séries d'animation James Bond Junior et La Légende de Prince Vaillant, ainsi qu'à de nombreux personnages de jeux vidéo, notamment à celui de Kain dans la série de jeux Legacy of Kain, et à Teyrn Loghain Mac Tir dans Dragon Age: Origins.
De son mariage avec Rosalind Chao, l'acteur a un fils, Roland, et une fille, Yi-Mei.

## Filmographie

### Cinéma
- 1990 : La Maison Russie : le psychanalyste
- 1995 : Live Nude Girls : Bob

### Télévision
- 1983 : Les Professionnels (série télévisée, saison 5 épisode 7) : Neville Grant
- 1990 : Star Trek : La Nouvelle Génération (série télévisée, saison 3 épisode 10) : John Bates
- 1991 : James Bond Junior (série télévisée, 63 épisodes) : Trevor Noseworthy IV (voix)
- 1991-1993 : La Légende de Prince Vaillant (série télévisée, 10 épisodes) : Mordred (voix)
- 1992 : Melrose Place (série télévisée, saison 1 épisode 4) : Kurt
- 1994 : Amelia Earhart, le dernier vol (téléfilm) : Harry Balfour
- 1994-1995 : Bienvenue en Alaska (série télévisée, 4 épisodes) : Cal Ingraham
- 1995-1996 : Les Quatre Fantastiques (série télévisée, 3 épisodes) : Docteur Fatalis (voix)
- 1996 : Loïs et Clark : Les Nouvelles Aventures de Superman (série télévisée, saison 4 épisodes 1 et 2) : Lord Nor
- 1997 : Le Caméléon (série télévisée, saison 2 épisode 4) : Darrin Faxon
- 2000 : New York Police Blues (série télévisée, saison 7 épisode 19) : Andrew Conover
- 2001-2005 : Charmed (série télévisée, 3 épisodes) : l'Ange de la mort
- 2002-2003 : Voilà ! (série télévisée, 11 épisodes) : Simon Leeds
- 2003 : Monk (série télévisée, saison 2 épisode 6) : Karl Sebastian
- 2003 : Angel (série télévisée, saison 5 épisode 4) : Matthias Pavayne
- 2004 : 24 heures chrono (série télévisée, saison 3 épisode 17) : Trevor Tomlinson
- 2007 : Urgences (série télévisée, saison 14 épisode 8) : Gareth
- 2011 : The Event (série télévisée, saison 1 épisode 15) : Dr Ellis
- 2012-2014 : The Neighbors (série télévisée, 44 épisodes) : Larry Bird
- 2015 : House of Lies (série télévisée, saison 4 épisode 11) : Teddy Grammatico

## Ludographie
- 1996 : Blood Omen: Legacy of Kain : Kain
- 1999 : Legacy of Kain: Soul Reaver : Kain
- 2001 : Soul Reaver 2 : Kain
- 2002 : Blood Omen 2 : Kain
- 2003 : Legacy of Kain: Defiance : Kain
- 2007 : Uncharted: Drake's Fortune : Gabriel Roman
- 2009 : Dragon Age: Origins : Loghain Mac Tir
- 2014 : Dragon Age: Inquisition : Loghain Mac Tir